# Stari Kačanik
Kaçanik i Vjetër en albanais et Stari Kačanik en serbe latin (en serbe cyrillique : Стари Качаник) est une localité du Kosovo située dans la commune/municipalité de Kaçanik/Kačanik, district de Ferizaj/Uroševac (Kosovo) ou district de Kosovo (Serbie). Selon le recensement kosovar de 2011, elle compte 1 940 habitants, dont une majorité d'Albanais.

## Démographie

### Évolution historique de la population dans la localité
| 1948 | 1953 | 1961 | 1971  | 1981  | 1991  | 2011  |
| ---- | ---- | ---- | ----- | ----- | ----- | ----- |
| 635  | 691  | 828  | 1 018 | 1 377 | 1 586 | 1 940 |

|  |